# Бонд (округ, Іллінойс)
Шаблон:StateAbbr_ 38°53′ пн. ш. 89°26′ зх. д. / 38.88° пн. ш. 89.44° зх. д.
Округ  Бонд (англ. Bond County) — округ (графство) у штаті  Іллінойс, США. Ідентифікатор округу 17005.

## Історія
Округ утворений 1817 року.

## Демографія
За даними перепису 
2000 року 
загальне населення округу становило 17633 осіб, зокрема міського населення було 7039, а сільського — 10594.
Серед мешканців округу чоловіків було 9481, а жінок — 8152. В окрузі було 6155 домогосподарств, 4348 родин, які мешкали в 6690 будинках.
Середній розмір родини становив 2,97.
Віковий розподіл населення поданий у таблиці:
| Стать    | До 15 років | 15-21 | 22-29 | 30-39 | 40-49 | 50-65 | 65-85 | Понад 85 |
| -------- | ----------- | ----- | ----- | ----- | ----- | ----- | ----- | -------- |
| Чоловіки | 1627        | 1041  | 1169  | 1644  | 1505  | 1393  | 1007  | 95       |
| Жінки    | 1516        | 998   | 719   | 1013  | 1170  | 1243  | 1231  | 262      |

## Суміжні округи
- Монтгомері — північ
- Фаєтт — схід
- Клінтон — південь
- Медісон — захід

## Виноски
1. ↑  U.S. Decennial Census. United States Census Bureau. Архів оригіналу за 26 квітня 2015. Процитовано 3 липня 2014.
2. ↑  Historical Census Browser. University of Virginia Library. Архів оригіналу за 11 серпня 2012. Процитовано 3 липня 2014.
3. ↑  Population of Counties by Decennial Census: 1900 to 1990. United States Census Bureau. Архів оригіналу за 24 квітня 2014. Процитовано 3 липня 2014.
4. ↑  Census 2000 PHC-T-4. Ranking Tables for Counties: 1990 and 2000 (PDF). United States Census Bureau. Архів оригіналу (PDF) за 18 грудня 2014. Процитовано 3 липня 2014.
5. ↑  State & County QuickFacts. United States Census Bureau. Архів оригіналу за 7 липня 2011. Процитовано 3 липня 2014. [Архівовано 2015-12-17 у Wayback Machine.](англ.) Наведено за англійською вікіпедією.
6. ↑  American FactFinder. Бюро перепису населення США. Архів оригіналу за 26 лютого 2012. Процитовано 31 січня 2008. [Архівовано 2008-05-21 у Wayback Machine.]

| США | Це незавершена стаття з географії США. Ви можете допомогти проєкту, виправивши або дописавши її. |